# Peltidium hawaiiense
Peltidium hawaiiense is een eenoogkreeftjessoort uit de familie van de Peltidiidae. De wetenschappelijke naam van de soort is voor het eerst geldig gepubliceerd in 1935 door Pesta.